# Карен Дід
Карен Дід (англ. Karen Deed; нар. 29 жовтня 1968) — колишня австралійська тенісистка.
Найвищу одиночну позицію світового рейтингу — 366 місце досягла 30 березня 1987, парну — 283 місце — 18 січня 1988 року.

## Фінали ITF

### Одиночний розряд: 1 (0–1)
| Результат | Дата           | Турнір                         | Покриття | Суперниця        | Рахунок  |
| --------- | -------------- | ------------------------------ | -------- | ---------------- | -------- |
| Поразка   | 28 жовтня 1985 | Ньюкасл (Австралія), Австралія | Трава    | Гелена Дальстрем | 4–6, 1–6 |

### Парний розряд: 2 (1–1)
| Результат | Дата            | Турнір                | Покриття | Партнерка       | Суперниці                        | Рахунок  |
| --------- | --------------- | --------------------- | -------- | --------------- | -------------------------------- | -------- |
| Перемога  | 28 липня 1985   | Колумбус (Огайо), США | Тверде   | Стефані Севайдс | Елісон Вінстон Теміс Замбржицькі | 6–2, 6–2 |
| Поразка   | 16 березня 1987 | Канберра, Австралія   | Тверде   | Байлінда Поттер | Коллін Карні Елісон Скотт        | 5–7, 6–7 |